# Ruisseau du Marais de Vaux
Le ruisseau du Marais de Vaux est un petit cours d'eau du Val-d'Oise, affluent du ru de Jouy, donc sous-affluent de la Seine par l'Oise.

## Géographie
Le ruisseau du Marais de Vaux coule dans le Vexin français sur 770 mètres. Il prend sa source à Champagne-sur-Oise et se jette dans le ru de Jouy dans la commune limitrophe de Parmain.